# Neivamyrmex pulchellus
Neivamyrmex pulchellus är en myrart som beskrevs av Borgmeier 1955. Neivamyrmex pulchellus ingår i släktet Neivamyrmex och familjen myror. Inga underarter finns listade i Catalogue of Life.